# Myrmeleon (Myrmeleon) comptus
Myrmeleon (Myrmeleon) comptus is een insect uit de familie van de mierenleeuwen (Myrmeleontidae), die tot de orde netvleugeligen (Neuroptera) behoort. 
Myrmeleon (Myrmeleon) comptus is voor het eerst wetenschappelijk beschreven door Gerstäcker in 1885.